# 東舒川ジャンクション
東舒川ジャンクション（トンソチョンジャンクション）は忠清南道舒川郡にある西海岸高速道路と舒川公州高速道路を結ぶジャンクションである。

## 接続する路線

### 木浦・ソウル方面
- 西海岸高速道路（15番）

### 公州方面
- 舒川公州高速道路（2番）

## 隣
西海岸高速道路
群山IC - 東舒川JCT - 舒川IC
舒川公州高速道路
東舒川IC - 東舒川JCT - 東扶余IC